# Rai Storia
Rai Storia, noto in precedenza come Rai Edu 2, è un canale televisivo gratuito tematico italiano edito dalla Rai e curato da Rai Cultura.
Inizialmente dedicato alla divulgazione scientifica e culturale, dal 2 febbraio 2009 s'occupa principalmente di storia.

## Storia
Rai Storia nasce il 2 febbraio 2009 come rete televisiva autonoma nata dalle ceneri del canale satellitare Rai Edu 2, uno dei due canali nati dallo scorporamento del canale satellitare Rai Educational (Rai Edu 1 divenne invece Rai Scuola).
Il 18 maggio 2010 il canale ha subito un restyling grafico che ha interessato anche il logo e quello degli altri canali del servizio pubblico. Sempre dal 2010 sono iniziate alcune, ancora sporadiche, trasmissioni in onda su Rai Storia nel formato panoramico 16:9, che accompagnano i promo sia commerciali che televisivi, partiti già dalla mattina del 1º novembre 2009.
Dal marzo 2012 il canale trasmette solo in 16:9, se il materiale è in 4:3 nativo viene visualizzato in pillarbox e nello stesso mese rinnova i bumper.
Nel novembre 2014 il canale rinnova i bumper.
Dal 4 gennaio 2017, il canale ha iniziato a trasmettere in alta definizione sulla piattaforma satellitare Tivùsat.
Il 10 aprile 2017 Rai Storia rinnova logo, grafiche e colori, passando dal giallo chiaro al verde scuro.
Dal 20 ottobre 2021, la versione in definizione standard sul digitale terrestre passa alla codifica MPEG-4 rimanendo visibile solo su dispositivi HD.
Il 14 dicembre 2021, in seguito a una riorganizzazione delle frequenze, viene eliminata la versione SD dal satellite, rimanendo disponibile solo in HD. A seguito di ciò, il canale diventa visibile in chiaro.
Dal 28 agosto 2024, con il passaggio allo standard DVB-T2 insieme a Rai Scuola e Rai Radio 2 Visual, il canale diventa visibile solo in alta definizione con codifica HEVC anche sul digitale terrestre.

### L'ipotizzata chiusura
Il 18 ottobre 2020 iniziano a circolare sul web diverse indiscrezioni riguardanti una probabile chiusura del canale, secondo quanto illustrato nel piano di riorganizzazione dell'ad Fabrizio Salini presentato al CdA Rai, che prevederebbe l’accorpamento di Rai Storia in Rai 5. Nonostante non vi fosse alcuna ufficialità, ciò, analogamente al caso di Rai Movie e Rai Premium, ha suscitato varie polemiche, in seguito alle quali è nata una petizione su Change.org che ha raccolto più di 51.000 firme. Successivamente lo stesso Salini ha rivelato di aver solo ipotizzato il tutto e quindi di non voler chiudere né accorpare il canale, affermando anzi di volerlo migliorare.

## Diffusione
Rai Storia è disponibile sul digitale terrestre nel RAI Mux A. È inoltre disponibile via satellite su Hot Bird 8, Tivùsat, Sky Italia e via web su RaiPlay.

## Palinsesto
Rai Storia trasmette tutti i giorni, 24 ore su 24 e Il palinsesto è composto principalmente da programmi riguardanti la storia, insieme a programmi di filosofia, letteratura, arte. Insieme a Rai 5, Rai Scuola e Rai Yoyo, non trasmette pubblicità.

### Attualmente in onda
- La Bussola e la clessidra - trasmissione di approfondimento in cui il prof. Barbero approfondisce argomenti storici rispondendo alle domande degli ascoltatore
- a.C.d.C. - Ciclo di documentari di storia non contemporanea (dalle origini al Congresso di Vienna) presentati da Alessandro Barbero.
- Res Come eravamo - Programma che documenta il cambiamento dell'Italia attraverso filmati tratti dalle Rai Teche.
- Res Donne straordinarie - Programma biografico su importanti figure femminili della storia.
- Res iVarietà - Programma dedicato agli storici varietà televisivi della Rai.
- Res Soggetto donna - Programma che affronta i temi della conquista della parità e dei diritti civili delle donne.
- ReStauro - Rassegna di documentari girati su pellicola per la Rai tra il 1961 e il 1980.
- Res Tore - Spazio in cui sono riproposti documentari tratti dalle Rai Teche.
- Crash - Contatto, impatto, convivenza - Programma sull'immigrazione.
- Corto Reale - Programma contenitore di documentari cortometraggi cinematografici prodotti dal '45 agli anni '80.
- Cronache dall'antichità
- Cult book - Trasmissione dedicata ai grandi libri.
- Diario civile - Serie di documentari sulla legalità condotta dal procuratore nazionale antimafia Franco Roberti.
- Donne straordinarie - Ciclo di documentari sulla vite di donne che hanno cambiato il mondo.
- Eco della Storia - Programma in cui si dibattono temi del passato che aiutano a capire il presente.
- Grandi della tv - Programma dedicato ai più importanti personaggi televisivi italiani
- Il giorno e la storia (Res Gestae) - Programma di approfondimento storico sui fatti del giorno.
- I mondi di ieri - Programma di approfondimento storico e delle influenze della Storia sul mondo di oggi.
- Italia: Viaggio nella bellezza
- L'Italia della Repubblica - Serie di documentari per celebrare i 70 anni della Repubblica Italiana
- Italiani - Ciclo di documentari su grandi personalità della storia italiana del Novecento, presentato da Paolo Mieli
- Interferenze - Storia degli ultimi 20 anni della televisione italiana.
- Magazzini Einstein - Trasmissione dedicata a temi, eventi e personaggi dell'arte e della cultura.
- Mai + trasmessi - Programma che ripropone, dall'archivio delle Teche Rai, trasmissioni mai replicate.
- Maxi - Il grande processo alla mafia - Serie televisiva sulle vicende del maxiprocesso di Palermo.
- Mille papaveri rossi - Programma dedicato alle guerre del XX secolo.
- Passato e presente - Programma di approfondimento storico condotto da Paolo Mieli, è successore del programma Il tempo e la storia.[4]
- PiTeco - Talent show sui filmati di Rai Teche, condotto da Edoardo Camurri
- Provincia capitale - Reportages sulle piccole città italiane, condotto da Edoardo Camurri
- Electric Dreams - breve serie documentari della BBC sulla vita a cavallo tra gli anni settanta e novanta del '900
- Q verso il Quirinale - La storia dei Presidenti della Repubblica Italiana.
- R.A.M. - Ricerca, Archivio, Memoria - Magazine sulle ricerche degli storici, sugli archivi italiani e sulla memoria attraverso ricordi e testimonianze.
- Rewind - Riproposizione di fiction storiche.
- Rewind - Visioni private - Programma dedicato ai ricordi televisivi di particolari telespettatori.
- Storie della TV - Programma dedicato alla storia della tv italiana, raccontata da filmati dell'epoca e dalle interviste a personaggi che hanno fatto la storia della tv.
- Testimoni del tempo - Lezioni e conversazioni con autorevoli testimoni della nostra epoca.
- TV Talk - Talk show sulla tv italiana e internazionale.
- Viaggio nell'Italia che cambia - Programma che documenta le trasformazioni in atto in Italia.
- Why poverty? - Ciclo di documentari sulla povertà nel mondo.
- Sworn to secrecy - Ciclo di documentari di storia militare e sui segreti di guerra del XX secolo.
- Shuluq - Storie dal Medio Oriente - Programma di storia del mondo arabo e mediorientale.
- Una giornata particolare - Programma a cadenza mensile in cui una personalità del mondo della cultura racconta un tema attraverso i filmati delle Rai Teche.
- Viaggio in Italia - Programma che descrive il folklore, le storie e i personaggi delle regioni italiane attraverso i filmati delle Rai Teche.
- W la storia
- Donne di Calabria

### Precedentemente in onda
- Art News - magazine settimanale di arte e cultura
- Dixit - Qualcosa da dire - Trasmissione di approfondimento storico ideata da Giovanni Minoli
- Il tempo e la storia - Programma di approfondimento storico condotto da Massimo Bernardini e in seguito da Michela Ponzani (sostituito da Passato e presente)[5]
- Res Gestae - Programma di approfondimento storico sui fatti del giorno (sostituito da Il giorno e la storia)
- Italia in 4D - Magazine storico sul dopoguerra italiano, presentato da Maurizio Costanzo (1ª ed.) e da Carlo Lucarelli (2ª ed.)
- Rai 54 - Spazio dedicato alla storia della Rai mediante la riproposizione di brani televisivi d'archivio
- Res Ritorno al presente
- Res Tube - Filmati tratti dalla rete
- Ricette q.b. - Riproposizione di spezzoni di trasmissioni di cucina del passato tratti dalle Rai Teche
- Scrittori per un anno - Programma che parla degli scrittori e delle loro opere (in onda su Rai Scuola)
- Signorie - 8 Puntate sui fasti e l'arte delle principali Signorie Italiane (dati Auditel 20.01.2015: Ascolto record del Canale: 333.000; Share 1,2%)
- Siti italiani del patrimonio mondiale UNESCO (2019)
- Un mondo a colori

## Ascolti

### Share mensile di Rai Storia
Dati Auditel relativi al giorno medio mensile sul target individui 4+.
| Anno | Gen   | Feb   | Mar   | Apr   | Mag   | Giu   | Lug   | Ago   | Set   | Ott   | Nov   | Dic   | Media anno |
| ---- | ----- | ----- | ----- | ----- | ----- | ----- | ----- | ----- | ----- | ----- | ----- | ----- | ---------- |
| 2010 | 0,13% | 0,12% | 0,03% | 0,03% | 0,01% | 0,18% | 0,19% | 0,19% | 0,15% | 0,12% | 0,11% | 0,17% | 0,12%      |
| 2011 | 0,17% | 0,14% | 0,16% | 0,13% | 0,11% | 0,18% | 0,20% | 0,19% | 0,14% | 0,14% | 0,14% | 0,17% | 0,16%      |
| 2012 | 0,16% | 0,13% | 0,13% | 0,13% | 0,14% | 0,16% | 0,19% | 0,20% | 0,17% | 0,14% | 0,14% | 0,15% | 0,15%      |
| 2013 | 0,16% | 0,14% | 0,12% | 0,13% | 0,13% | 0,19% | 0,17% | 0,17% | 0,14% | 0,13% | 0,13% | 0,15% | 0,15%      |
| 2014 | 0,16% | 0,14% | 0,16% | 0,20% | 0,20% | 0,21% | 0,22% | 0,24% | 0,21% | 0,21% | 0,20% | 0,20% | 0,20%      |
| 2015 | 0,24% | 0,19% | 0,20% | 0,21% | 0,21% | 0,24% | 0,22% | 0,25% | 0,19% | 0,21% | 0,20% | 0,23% | 0,21%      |
| 2016 | 0,24% | 0,23% | 0,23% | 0,22% | 0,20% | 0,25% | 0,24% | 0,25% | 0,26% | 0,29% | 0,28% | 0,28% | 0,25%      |
| 2017 | 0,26% | 0,26% | 0,28% | 0,26% | 0,25% | 0,26% | 0,28% | 0,26% | 0,23% | 0,24% | 0,27% | 0,25% | 0,26%      |
| 2018 | 0,26% | 0,25% | 0,23% | 0,23% | 0,23% | 0,25% | 0,27% | 0,30% | 0,24% | 0,24% | 0,26% | 0,23% | 0,25%      |
| 2019 | 0,23% | 0,22% | 0,22% | 0,24% | 0,22% | 0,26% | 0,23% | 0,26% | 0,26% | 0,23% | 0,22% | 0,23% | 0,23%      |
| 2020 | 0,25% | 0,19% | 0,21% | 0,26% | 0,25% | 0,25% | 0,29% | 0,28% | 0,26% | 0,24% | 0,25% | 0,26% | 0,25%      |
| 2021 | 0,27% | 0,25% | 0,23% | 0,26% | 0,26% | 0,28% | 0,30% | 0,30% | 0,28% | 0,21% | 0,19% | 0,21% | 0,25%      |
| 2022 | 0,20% | 0,17% | 0,19% | 0,19% | 0,22% | 0,28% | 0,27% | 0,26% | 0,26% | 0,25% | 0,22% | 0,22% | 0,22%      |
| 2023 | 0,24% | 0,22% | 0,22% | 0,25% | 0,22% | 0,28% | 0,25% | 0,30% | 0,27% | 0,25% | 0,24% | 0,24% | 0,25%      |
| 2024 | 0,27% | 0,21% | 0,20% | 0,20% | 0,21% | 0,25% | 0,23% | 0,21% | 0,13% | 0,15% | 0,15% | 0,14% | 0,20%      |
| 2025 | 0,15% | 0,13% | 0,14% | 0,14% | 0,12% | 0,13% |       |       |       |       |       |       |            |

## Direttori
| Nome               | Periodo   |
| ------------------ | --------- |
| Giovanni Minoli    | 2009-2010 |
| Mauro Masi         | 2010-2011 |
| Lorenza Lei        | 2011      |
| Silvia Calandrelli | 2011-2022 |

## Loghi

17 giugno 2002 - 2 febbraio 2009
2 febbraio 2009 - 18 maggio 2010
18 maggio 2010 - 10 aprile 2017
In uso dal 10 aprile 2017